# Schwedische Fußballnationalmannschaft (U-17-Junioren)
Die schwedische U-17-Fußballnationalmannschaft ist eine Auswahlmannschaft schwedischer Fußballspieler. Sie unterliegt dem Svenska Fotbollförbundet und repräsentiert ihn international auf U-17-Ebene, etwa in Freundschaftsspielen gegen die Auswahlmannschaften anderer nationaler Verbände, bei U-17-Europameisterschaften und U-17-Weltmeisterschaften.
Bei der WM 2013 in den Vereinigten Arabischen Emiraten erreichte die Mannschaft den dritten Platz. Nachdem sie im Halbfinale gegen den späteren Weltmeister Nigeria verloren hatte, besiegte sie Argentinien im Spiel um Platz drei.
Ihr größter Erfolg bei Europameisterschaften war das Erreichen des Halbfinales 2013. Sie verlor dieses im Elfmeterschießen gegen den späteren Europameister Russland.

## Teilnahme an U-17-Weltmeisterschaften
(Bis 1989 U-16-Weltmeisterschaft)
| 1985 | nicht qualifiziert |
| 1987 | nicht qualifiziert |
| 1989 | nicht qualifiziert |
| 1991 | nicht qualifiziert |
| 1993 | nicht qualifiziert |
| 1995 | nicht qualifiziert |
| 1997 | nicht qualifiziert |
| 1999 | nicht qualifiziert |
| 2001 | nicht qualifiziert |
| 2003 | nicht qualifiziert |
| 2005 | nicht qualifiziert |
| 2007 | nicht qualifiziert |
| 2009 | nicht qualifiziert |
| 2011 | nicht qualifiziert |
| 2013 | 3. Platz           |
| 2015 | nicht qualifiziert |
| 2017 | nicht qualifiziert |
| 2019 | nicht qualifiziert |
| 2023 | nicht qualifiziert |

## Teilnahme an U-17-Europameisterschaften
(Bis 2001 U-16-Europameisterschaft)
| 1982 | nicht qualifiziert |
| 1984 | nicht qualifiziert |
| 1985 | Vorrunde           |
| 1986 | Vorrunde           |
| 1987 | nicht qualifiziert |
| 1988 | Vorrunde           |
| 1989 | nicht qualifiziert |
| 1990 | Vorrunde           |
| 1991 | Vorrunde           |
| 1992 | nicht qualifiziert |
| 1993 | nicht qualifiziert |
| 1994 | nicht qualifiziert |
| 1995 | Viertelfinale      |
| 1996 | nicht qualifiziert |
| 1997 | nicht qualifiziert |
| 1998 | Vorrunde           |
| 1999 | Vorrunde           |
| 2000 | nicht qualifiziert |
| 2001 | nicht qualifiziert |
| 2002 | nicht qualifiziert |
| 2003 | nicht qualifiziert |
| 2004 | nicht qualifiziert |
| 2005 | nicht qualifiziert |
| 2006 | nicht qualifiziert |
| 2007 | nicht qualifiziert |
| 2008 | nicht qualifiziert |
| 2009 | nicht qualifiziert |
| 2010 | nicht qualifiziert |
| 2011 | nicht qualifiziert |
| 2012 | nicht qualifiziert |
| 2013 | Halbfinale         |
| 2014 | nicht qualifiziert |
| 2015 | nicht qualifiziert |
| 2016 | Viertelfinale      |
| 2017 | nicht qualifiziert |
| 2018 | Viertelfinale      |
| 2019 | Vorrunde           |
| 2022 | Vorrunde           |
| 2023 | nicht qualifiziert |
| 2024 | Vorrunde           |